# Henri XX Reuss de Greiz
Titre
Prince Reuss branche aînée
31 octobre 1836 – 8 novembre 1859
(23 ans et 8 jours)
Henri XX (29 juin 1794, Offenbach – 8 novembre 1859, Greiz) est souverain de la principauté de Reuss branche aînée de 1836 à sa mort.

## Biographie
Henri XX est le troisième fils du prince Henri XIII et de son épouse Wilhelmine-Louise de Nassau-Weilbourg. Il succède à son frère aîné Henri XIX, mort le 31 octobre 1836 en ne laissant que deux filles.

## Mariage et descendance
Le 25 novembre 1834, Henri XX épouse à Haid Sophie (de) (1809-1838), fille du prince Charles-Thomas de Löwenstein-Wertheim-Rosenberg. Ils n'ont pas d'enfants.
Henri XX se remarie le 1er octobre 1839 à Hombourg avec Caroline-Amélie de Hesse-Hombourg, fille du landgrave Gustave de Hesse-Hombourg. Ils ont cinq enfants :
- Hermine (25 décembre 1840 – 4 janvier 1890), épouse en 1862 le prince Hugo de Schönburg-Waldenburg ;
- Henri XXI (11 février 1844 – 14 juin 1844) ;
- Henri XXII (28 mars 1846 – 19 avril 1902) ;
- Henri XXIII (27 juin 1848 – 22 octobre 1861) ;
- Marie (19 mars 1855 – 31 décembre 1909), épouse en 1875 le comte Frédéric d'Ysenburg-Büdingen.